# محمد علي مسعود
محمد علي مسعود هو لاعب كرة قدم جزائري، ولد في 15 سبتمبر 1953 في عنابة في الجزائر. لعب مع نادي هييريه.